# Dave Harper
Dave Harper, diminutivo di David Harper (Peckham, 29 settembre 1938 – Eastbourne, 24 febbraio 2013) è stato un calciatore inglese, di ruolo centrocampista.

## Biografia
Suo figlio Frank è un famoso attore britannico.

## Carriera
Dopo aver giocato nelle giovanili del Millwall esordisce nella prima squadra dei Lions (e, più in generale, tra i professionisti) nel 1957, all'età di 19 anni, nella terza divisione inglese; a partire dal 1958 il club partecipa invece al neonato campionato di quarta divisione, che vince nella stagione 1961-1962; dopo un biennio (1962-1964) in terza divisione, Harper gioca nuovamente in quarta divisione nella stagione 1964-1965, nella quale però il club conquista una nuova promozione in terza divisione. Il centrocampista a fine stagione dopo complessive 165 presenze e 4 reti in incontri di campionato con la maglia del Millwall viene ceduto all'Ipswich Town, club di seconda divisione, con cui rimane fino al 1967 segnando in totale 2 reti in 72 partite giocate in questa categoria; dopo una stagione in terza divisione allo Swindon Town (con sole 4 presenze), si trasferisce infine ai londinesi del Leyton Orient, con i quali trascorre gli ultimi tre anni di carriera giocando prima in terza divisione (categoria in cui nella stagione 1969-1970 vince il campionato) e poi in seconda divisione, per un totale complessivo di 85 presenze e 4 reti in incontri di campionato con il club.
In carriera ha totalizzato complessivamente 326 presenze e 10 reti nei campionati della Football League.

## Palmarès

### Club

#### Competizioni nazionali
- Third Division: 1

Leyton Orient: 1969-1970
- Campionato inglese di quarta divisione: 1

Millwall: 1961-1962